# Морая (Нью-Йорк)
Морая (англ. Moriah) — місто (англ. town) в США, в окрузі Ессекс штату Нью-Йорк. Населення — 4716 осіб (2020).

## Демографія
Згідно з переписом 2010 року, у місті мешкало 4798 осіб у 1975 домогосподарствах у складі 1253 родин. Було 2373 помешкання
Расовий склад населення:
| - 96,4 % — білих - 1,7 % — чорних або афроамериканців - 0,3 % — азіатів - 0,2 % — корінних американців |

До двох чи більше рас належало 1,0 %. Частка іспаномовних становила 2,0 % від усіх жителів.
За віковим діапазоном населення розподілялося таким чином: 22,1 % — особи молодші 18 років, 62,4 % — особи у віці 18—64 років, 15,5 % — особи у віці 65 років та старші. Медіана віку мешканця становила 41,7 року. На 100 осіб жіночої статі у місті припадало 105,3 чоловіків;  на 100 жінок у віці від 18 років та старших — 102,7 чоловіків також старших 18 років.
Середній дохід на одне домашнє господарство  становив 65 061 долар США (медіана — 54 833), а середній дохід на одну сім'ю — 74 652 долари (медіана — 66 612). Медіана доходів становила 46 071 долар для чоловіків та 36 581 долар для жінок. За межею бідності перебувало 10,1 % осіб, у тому числі 16,4 % дітей у віці до 18 років та 4,6 % осіб у віці 65 років та старших.
Цивільне працевлаштоване населення становило 1967 осіб. Основні галузі зайнятості: освіта, охорона здоров'я та соціальна допомога — 31,6 %, виробництво — 17,0 %, роздрібна торгівля — 14,5 %.